# Явор Гечев
Явор Гечев е български политик.
Роден е на 10 юни 1978 г. в Пловдив. През 2001 г. завършва Аграрния университет в Пловдив с професионална квалификация „инженер-агроном“. Магистър е по „Растителна защита“. Има няколко специализации – професионални квалификации по “Управленски умения”, “Политически мениджмънт” и “Публични политики” в Новия български университет, Българското училище за политика и в Съвета на Европа в Страсбург.
Започва професионалния си път като земеделски производител. След това постъпва в Държавен фонд „Земеделие“. Започва като експерт и стига до поста ръководител на Регионалнана разплащателна агенция в Пловдив.
От 28 юни 2016 г. до май 2021 г. Гечев е третият председател на Националния съюз на земеделските кооперации в България. 

## Участие в политиката
През октомври 2009 г. е избран за председател на Младежкото обединение в Българската социалистическа партия, като остава такъв до 2012 г.
От 2013 г. е депутат в XLII народно събрание. През същата година е назначен за заместник-министър на земеделието и храните.
През 2021 г. последователно е заместник-министър на земеделието и храните в първото и второто служебни правителства на Стефан Янев, назначени с указ на президента Румен Радев.
На 2 август 2022 г. встъпва в длъжност като министър на земеделието в първото служебно правителство на Гълъб Донев, като остава такъв и във второто му правителство.
От 3 юли 2023 г. е съветник на президента Румен Радев по въпросите на селското стопанство, назначен с указ № 118.